# アミティヴィル1992
『アミティヴィル1992』（原題：Amityville: It's About Time）は、1992年のアメリカ合衆国のホラー映画、『悪魔の棲む家』シリーズの5作目。前作『悪魔の棲む家 完結編』での家具に悪霊が宿る設定を引き継いだ内容。オーシャン・アベニュー112番地から、いわくつきの時計を手に入れた家族が時計の時空の力によって恐怖に脅かされる。

## あらすじ
建築家のジェイコブ・スターリンは商用を終え、カリフォルニア州郊外の自宅へニューヨーク、アミティビルのお土産として取り壊された112番地にあったという古い柱時計を持ち帰る。その時計を暖炉の上に飾った。翌朝、ジェイコブが隣家の飼い犬に襲われ大怪我を負い、ガラス瓶で犬を叩き追い返して命拾いする。帰宅する予定だった元恋人のアンドレアは怪我が治るまで看病してくれる事になった、息子ラスティとアンドレアは犬の飼い主のテトマン夫人の家に訪ねるが否定され、妙なことに犬には叩かれた傷はなく無傷だった。その夜、テトマン夫人の飼い犬が庭の排水溝に詰まれて死でいるのを発見された。家ではジェイコブの容態が悪化し、遂には狂人の様になってしまい。ラスティ、娘のリサ、アンドレアたちの周りで奇怪な現象が起こる。アンドレアの恋人で精神科医のレナードがきて泊まる事になるが怪現象に巻き込まれてしまう。また、リサもジェイコブのように少しずつ変化し始める。ラスティは親しい仲の近所のおばあさんで霊能力があるホウィーラーに相談しに行く、居間が別の部屋になった怪異を話すると、部屋の特徴から古い本に描かれているジルドレイ男爵の部屋だとわかった。ジルドレイは15世紀のフランスの教師で、生徒を殺し人肉を喰らった人物だと云うのだ。本に描かれた部屋にはあの時計があり、ジルドレイの私物だったと判明。手掛かりを知ったラスティだが、奇怪な現象はさらに加速していき、ホウィーラーが事故死、家にてリサが招いた恋人のアンディやレナードが時計が放つ力により怪異の餌食にされる。ジェイコブは完全に狂い暴れ、アンドレアを襲い、ラスティもリサに殺されそうになり反撃し返り討ちさせた。ラスティはアンドレアを助け、ジェイコブとそれを操る邪悪な時計と闘い始める。

## キャスト
- ジェイコブ・スターリン - スティーヴン・マクト
- アンドレア・リビングストン - ショーン・ウェザリー
- リサ・スターリン - ミーガン・ウォード
- ラスティ・スターリン - デイモン・マーティン
- アイリス・ホウィーラー - ニタ・タルボット
- アンディ - ディーン・コクラン
- レナード・スタフォード - ジョナサン・ペナー
- テトマン夫人 - テリー・スネル
- アンダーセン - ディック・ミラー

## スタッフ
- 製作：クリストファー・デファリア
- 監督：トニー・ランデル
- 原案：ジョン・G・ジョーンズ
- 脚本：アントニオ・トロ
- 撮影：クリストファー・テイラー
- 音楽：ダニエル・リチット
- 上映時間：95分